# 3737 Beckman
3737 Beckman (1983 PA) là một tiểu hành tinh bay qua Sao Hỏa được phát hiện ngày 8 tháng 8 năm 1983 bởi Helin, E. F. ở Palomar.